# Roman Peszkowski
Roman Emilian Marceli Peszkowski herbu Jastrzębiec (ur. 22 października 1898 w Rzeszowie, zm. między 20 a 22 kwietnia 1940 w Katyniu) – porucznik sanitarny Wojska Polskiego, ofiara zbrodni katyńskiej.

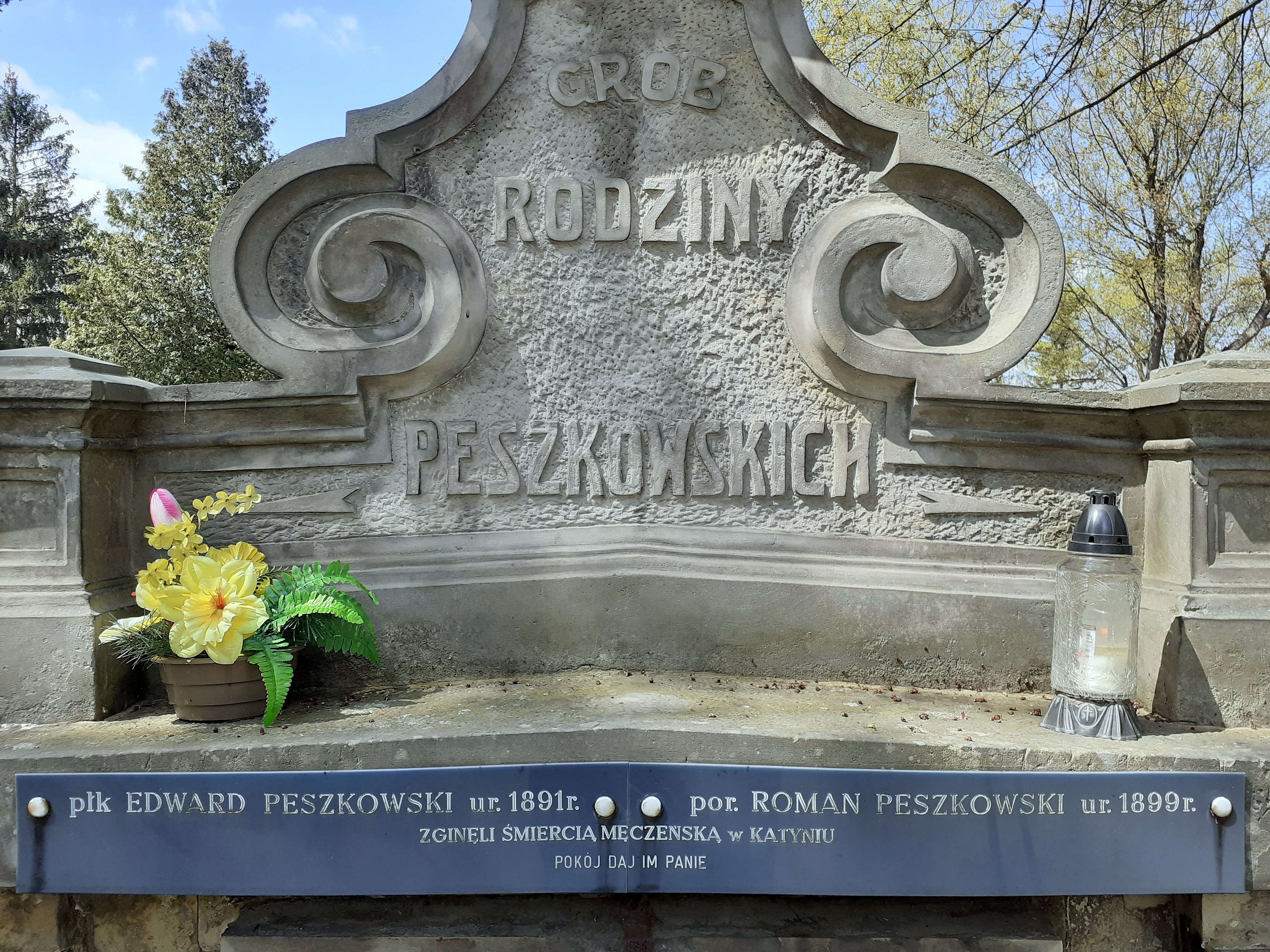
Symboliczne upamiętnienie Edwarda i Romana Peszkowskich na grobowcu rodzinnym w Rzeszowie

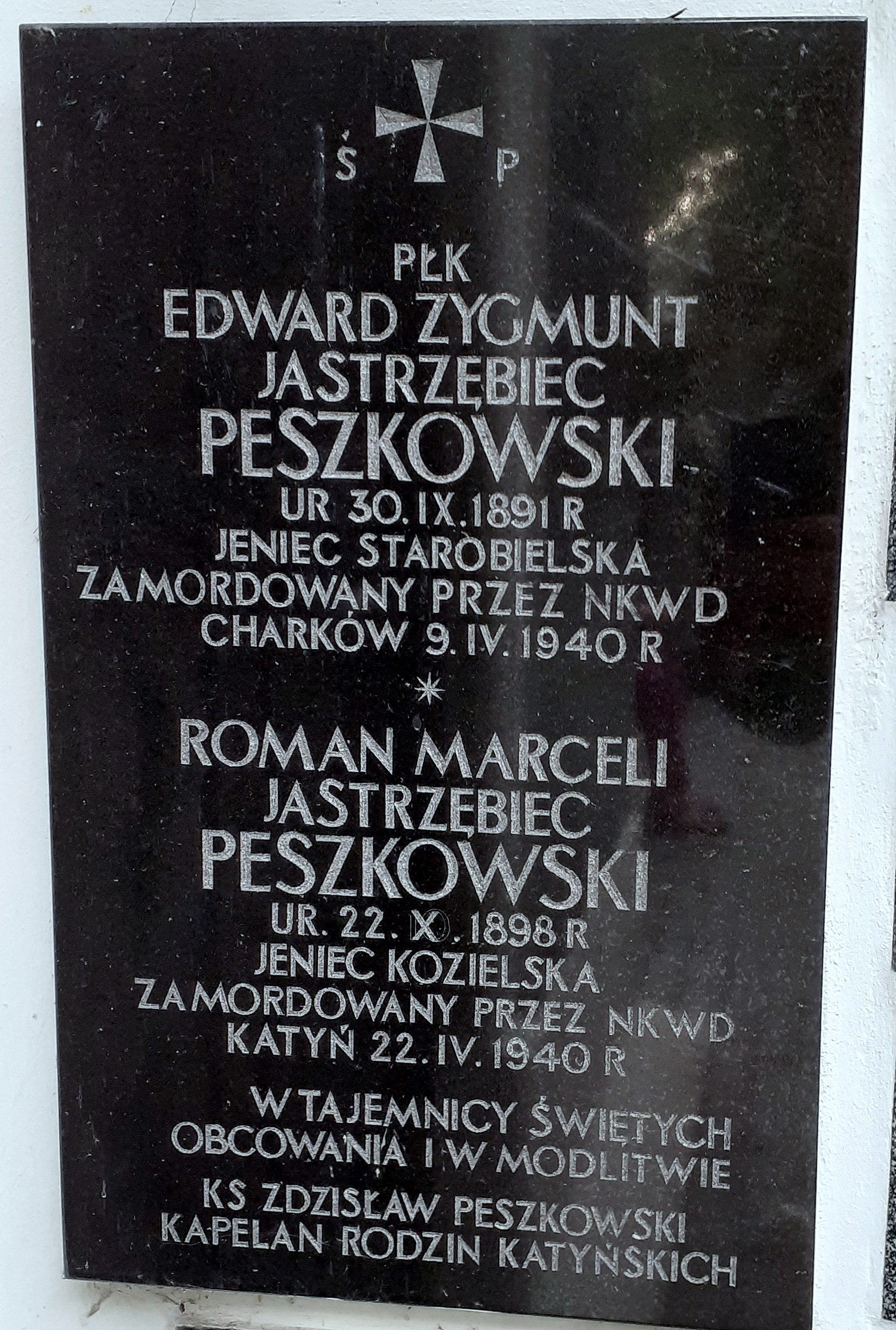
Tabliczka upamiętniająca braci Peszkowskich na ścianie kościoła św. Karola Boromeusza w Warszawie

## Życiorys
Urodził się w Rzeszowie jako syn radcy apelacyjnego i adwokata Władysława (10.06.1849–16.07.1932) i Marii z Mireckich (31.10.1859–31.01.1944). Był młodszym bratem zamordowanego w Charkowie ppłk art. Edwarda Peszkowskiego (1891–1940) oraz krewnym Zygmunta i Zdzisława Peszkowskich. Ukończył gimnazjum w Rzeszowie. Uzyskał niepełne wykształcenie medyczne. Uczestniczył w I wojnie światowej w szeregach armii austro-węgierskiej. W lipcu 1920 jako podchorąży sanitarny służył w Szpitalu Mokotowskim, został powołany do rezerwy Wojska Polskiego z jednoczesnym powołaniem do czynnej służby i mianowany podporucznikiem sanitarnym. Walczył w wojnie polsko-bolszewickiej w szeregach 5 pułku piechoty Leg. Od 1921 w VII batalionie sanitarnym. W 1927 był w stopniu porucznika administracji, dział sanitarny ze starszeństwem z dniem 1 czerwca 1919 i 36 lokatą. W 1929 jako główny instruktor PCK organizował i przeprowadzał w całej Polsce kursy przeciwgazowe szkolące instruktorów i podinstruktorów drużyn ratowniczych. Reprezentował Zarząd Główny PCK na Walnych Zebraniach Członków PCK w poszczególnych oddziałach. Wygłaszał referaty dotyczące zadań i rozwoju PCK. Prowadził audycje w Polskim Radiu dotyczące organizacji przez PCK pomocy sanitarnej społeczeństwu na wypadek katastrof żywiołowych i wojennych oraz wojny chemicznej. Brał czynny i znaczący udział w I Kongresie Ratownictwa, na którym podniesiono konieczność utworzenia centralnego związku ratownictwa. W 1931 był nadal oficerem 7 batalionu sanitarnego. W kwietniu 1931 został wybrany do Komisji Rewizyjnej poznańskiego Oddziału LOPP. W 1933 należał do kadry zapasowej 9 Szpitala Okręgowego. W 1935 został zwolniony z zajmowanych stanowisk z równoczesnym pozostawieniem bez przynależności służbowej i oddany do dyspozycji dowódcy Okręgu Korpusu, następnie został przeniesiony w stan spoczynku. W latach 1936–1939 w LOPP w Brześciu n. Bugiem jako instruktor. W marcu 1939 zmobilizowany do 9 Szpitala Okręgowego.
Po wybuchu II wojny światowej i agresji ZSRR na Polskę z 17 września 1939 dostał się do niewoli sowieckiej. Według stanu z kwietnia 1940 był jeńcem obozu jenieckiego w Kozielsku. Między 19 a 21 kwietnia 1940 przekazany do dyspozycji naczelnika Zarządu NKWD Obwodu Smoleńskiego – lista wywózkowa 035/2 z 16 kwietnia 1940 pozycja 14, nr akt 259. Został zamordowany między 20 a 22 kwietnia 1940 w lesie katyńskim przez funkcjonariuszy Obwodowego Zarządu NKWD w Smoleńsku oraz pracowników NKWD przybyłych z Moskwy na mocy decyzji Biura Politycznego KC WKP(b) z 5 marca 1940. Ofiary tej zbrodni grzebano w bezimiennych mogiłach zbiorowych, gdzie od 28 lipca 2000 mieści się oficjalnie Polski Cmentarz Wojenny w Katyniu. W miejscu tym prowadzone były ekshumacje i prace archeologiczne. Roman Peszkowski nie został zidentyfikowany podczas ekshumacji prowadzonej przez Niemców w 1943.

## Upamiętnienie
- Edward i Roman Peszkowscy zostali upamiętnieni symbolicznymi inskrypcjami na grobowcu rodzinnym na Cmentarzu Pobitno w Rzeszowie[31][32].
- Staraniem kuzyna po mieczu obu braci, kapelana „Rodzin Katyńskich” Zdzisława Peszkowskiego, na kościele św. Karola Boromeusza w Warszawie zawisła tablica ich upamiętniająca.
- Minister obrony narodowej Aleksander Szczygło decyzją Nr 439/MON z 5 października 2007 awansował go pośmiertnie na stopnień kapitana[33]. Awans zostały ogłoszone 9 listopada 2007[34] w Warszawie, w trakcie uroczystości „Katyń Pamiętamy – Uczcijmy Pamięć Bohaterów”.
- W ramach akcji „Katyń... pamiętamy” / „Katyń... Ocalić od zapomnienia”, został zasadzony Dąb Pamięci przez Zespół Szkół Ekonomicznych przy ul. Hoffmanowej w Rzeszowie[35].

## Ordery i odznaczenia
- Srebrny Krzyż Zasługi (19 marca 1931)[36]
- Odznaka Honorowa Polskiego Czerwonego Krzyża[37]